# Borkovići, Banjaluka
Borkovići so naselje v mestu Banjaluka, Bosna in Hercegovina. 

## Deli naselja
Borkovići, Brkići, Bunići, Delići, Đurići, Jovići, Kremenovići, Marčete, Marjanci, Milojevići, Miloševići, Mirnići, Ostići, Ožegovići, Pavlovići in Polići.

## Prebivalstvo
| Pregled števila prebivalcev po letih | Pregled števila prebivalcev po letih | Pregled števila prebivalcev po letih | Pregled števila prebivalcev po letih | Pregled števila prebivalcev po letih | Pregled števila prebivalcev po letih |
| ------------------------------------ | ------------------------------------ | ------------------------------------ | ------------------------------------ | ------------------------------------ | ------------------------------------ |
| 1948                                 | 1953                                 | 1961                                 | 1971                                 | 1981                                 | 1991                                 |
| 1.122                                | 1.214                                | 1.357                                | 1.465                                | 1.223                                | 976                                  |

| Narodna sestava prebivalstva po letih                                                                                          | Narodna sestava prebivalstva po letih                                                                                          | Narodna sestava prebivalstva po letih                                                                                       |
| --- | --- | --- |
| 1971 | 1981 | 1991 |
| . skupaj: 1.465 Srbi 1.459 (99,59 %) Hrvati 0 (0,00 %) Muslimani 0 (0,00 %) Jugoslovani 0 (0,00 %) drugi in neznano 6 (0,40 %) | . skupaj: 1.223 Srbi 1.217 (99,50 %) Hrvati 4 (0,32 %) Muslimani 0 (0,00 %) Jugoslovani 0 (0,00 %) drugi in neznano 2 (0,16 %) | . skupaj: 976 Srbi 947 (97,02 %) Hrvati 2 (0,20 %) Muslimani 0 (0,00 %) Jugoslovani 1 (0,10 %) drugi in neznano 26 (2,66 %) |